# Taibaishanus elegans
Taibaishanus elegans è un ragno appartenente alla famiglia Linyphiidae, endemico della Cina.

## Etimologia
Il nome specifico elegans è un aggettivo latino che significa elegante. Questo nome si riferisce alla forma particolarmente elaborata ed elegante della divisione embolare dei pedipalpi maschili in questa specie.

## Descrizione
T. elegans è la specie tipo del genere Taibaishanus. Il maschio ha una lunghezza totale di 2,50 mm. Il cefalotorace è lungo 1,20 mm e largo 0,90 mm, di colore marrone rossastro pallido, leggermente modificato: dietro una piccola elevazione della testa c'è una depressione poco profonda nascosta sotto piccole setole appressate. I cheliceri sono lunghi 0,43 mm, senza dente frontale. Le zampe sono di colore giallo rossastro pallido. La zampa I è lunga 4,34 mm (1,18+0,28+1,13+1,10+0,65), la IV 4,31 mm (1,15+0,28+1,15+1,13+0,60). La chetotassi è 2.2.1.1. Ogni metatarso ha un tricobotrio. TmI è 0,67. 
L'opistosoma è lungo 1,33 mm e largo 0,83 mm, pallido dorsalmente, con due strisce mediane grigie interrotte.
La femmina ha una lunghezza totale che varia da 2,25 a 3,00 mm. Il cefalotorace è lungo 1,00 mm e largo 0,90 mm. I cheliceri sono lunghi 0,38 mm. La zampa I è lunga 3,64 mm (1,03+0,25+0,95+0,83+0,58), la IV 3,86 mm (1,05+0,20+1,08+0,98+0,55). TmI è 0,65. L'opistosoma è lungo 1,25 mm e largo 1,00 mm. L'epigino ha una morfologia distintiva.
La colorazione del corpo e delle zampe e la chetotassi sono simili nei maschi e nelle femmine.

## Distribuzione
La specie è stata reperita sui fianchi meridionali del monte Taibai, nella catena montuosa dei Qinling nella provincia cinese dello Shaanxi.

## Tassonomia
Questa specie è stata descritta sulla base di esemplari maschili e femminili rinvenuti sul Monte Taibai, nella provincia cinese dello Shaanxi, e raccolti nel giugno 1997. L'olotipo maschile e alcuni paratipi sono conservati presso il Senckenberg Naturmuseum di Francoforte, mentre altri paratipi sono depositati presso il Museo di Zoologia dell'Università di Mosca.